# Pentanamida
La pentanamida o valeramida es la amida primaria derivada del ácido valérico, obtenida por primera vez por Jean-Baptiste Dumas, Faustino Giovita Malaguti y Leblanc.

## Fórmula
El análisis de esta substancia y la determinación del peso molecular condujeron a representarla por la fórmula empírica C5H11NO.

## Obtención
- Se obtuvo haciendo reaccionar de siete a ocho volúmenes de amoniaco acuoso sobre uno de valerianato de etilo y evaporando el líquido para que la amida cristalice.
- Felix Hoffman lo obtuvo calentando bajo presión y durante cinco o seis horas el valerianato amónico y destilando enseguida el producto de la reacción.

## Presentación
- Cristaliza en  láminas incoloras
- Brillantes
- Neutras a los reactivos coloreados
- Muy solubles en agua, alcohol y éter

## Calor
- Por la acción del calor funde a 127° y hierve a 131°, aunque se sublima a temperaturas inferiores.
- Calentado con anhídrido fosfórico se desdobla en agua y valeronitrilo.
- Calentado con potasio metálico se descompone en cianuro de potasio, hidrógeno e hidrocarburos.

## Valerianato
Sal derivada del ácido valeriánico y resultante de sustituir su hidrógeno básico por radicales electropositivos.

### Valerianato amónico
Se presenta cristalizada en prismas de cuatro caras, incoloros y transparentes, de sabor azucarado, delicuescentes y solubles en agua, alcohol y glicerina y se le dio la fórmula C5H9O2(NH)4

## Valeronitrilo
Cuando se calienta el valerianato amónico con anhídrido fosfórico actúa como deshidratante y la transforma, según una reacción bastante general, en valeronitrilo.

## Valeranilida
Cuerpo perteneciente al grupo de las anilidas y resultante de sustituir un átomo de hidrógeno de anilina por el radical del ácido valeriánico, descubierta por Luigi Chiozza, y se le dio la fórmula C11H15NO.